# Streets of Rage
Streets of Rage (рус. Улицы Ярости), в Японии известная как Bare Knuckle: Ikari no Tekken (яп. ベア・ナックル 怒りの鉄拳 Бэа Наккуру Икари но Тэккэн) — компьютерная игра жанра beat ’em up, выпущенная компанией Sega в 1991 году для игровой системы Sega Mega Drive. Первая игра серии Streets of Rage. Была впоследствии переиздана для Sega Game Gear в 1992 году, Sega Master System в 1993 году и Sega CD также в 1993 году. Музыка к игре написана японским композитором Юдзо Косиро, известным по работе в видеоиграх Ys и Sonic The Hedgehog для Master System и Game Gear.

## Сюжет
Действие игры происходит в крупном городе, власть в котором захватил жестокий преступный синдикат. Синдикат становился всё сильнее и сильнее, и уже даже полиция и правительство города находились в руках преступников. Лидер бандитов при этом оставался для всех инкогнито. Насилие, грабежи и разрушения стали обычным делом для города, на улицах которого было небезопасно даже днём.
Поскольку полиция находилась под контролем бандитов, три молодых бывших офицера полиции решили вершить правосудие самостоятельно. Аксель Стоун, Блейз Филдинг и Адам Хантер объявляют войну преступному сообществу города. Пробившись через полчища врагов, герои добираются до резиденции главного злодея и в жестокой схватке побеждают его.
У игры существует два возможных окончания: хорошее и плохое.
В одиночной игре доступна только хорошая концовка, для этого нужно отказаться от предложения Мистера Икс и победить его. Если согласиться на его предложение, он отправит вас назад на шестой уровень.
В режиме для двух игроков доступны и хорошая, и плохая концовки. Для получения плохой концовки, первому игроку нужно согласиться на предложение Мистера Икс, а второму отказаться. При победе игрока, согласившегося на предложение, при повторном вопросе нужно отказаться от предложения Мистера Икс и победить его. Так откроется плохая концовка. Если оба игрока согласятся, то они отправятся назад на шестой уровень, а если оба откажутся, то можно получить хорошую концовку.

## Геймплей
Игра представляет собой типичный beat ’em up 16-битной эры. Геймплей игры схож с более ранним творением Sega в этом же жанре — Golden Axe. Игрок продвигается постепенно по участкам уровня и расправляется с большим количеством врагов. По уровням можно продвигаться как назад и вперёд, так и вниз и вверх. Управление предельно просто: одна кнопка геймпада для прыжка, вторая для ударов и третья для спецприёма, наносящего серьёзные повреждения боссам и убивающего всех основных противников. У каждого из трёх возможных персонажей есть собственные приёмы, производимые нажатием двух основных кнопок в определённой последовательности. Кроме того, время от времени появляется возможность использовать в бою оружие: ножи, стеклянные бутылки, биты, трубы и перцовый баллончик, временно парализующий врага, а также восстанавливать здоровье, съедая яблоко, курицу или жареное мясо. Игра состоит из 8 уровней, в конце каждого из которых игроку предстоит встретиться с боссом — особо сильным врагом. А если игроков двое, они встретят двух боссов (на 5 и 6 уровнях это правило не действует).

## Версии игры
На японском рынке игра вышла под названием Bare Knuckle: Ikari no Tekken и была идентична европейско-американской версии.

### Sega Master System и Sega Game Gear
После успеха на Sega Mega Drive игра была издана для 8-битных игровых систем Sega. Версия игры на Master System осталась практически без изменений, не считая упрощённой графики и звука. Вариант для Game Gear имел более существенные отличия: всего два персонажа на выбор, Аксель и Блейз, отсутствие спецприёмов и всего 5 уровней.

### Другие
Streets of Rage была несколько раз включена в сборники игр для более совершенных игровых систем. Так в 1993 году игра появилась на Sega CD в сборнике Sega Classics Arcade Collection, а в 2005 году трилогия Streets of Rage вошла в японскую версию сборника классических игр Sonic Gems Collection (в европейской и северо-американской версии была заменена на первую и вторую часть игры Vectorman) для игровых систем PlayStation 2 и GameCube. И, наконец, в 2009 году все три части игры вошли в сборник Sonic's Ultimate Genesis Collection для PlayStation 3 и Xbox 360.
В 2007 году версия игры появилась для Virtual Console Wii, а в 2009 году стала доступна для скачивания в App Store для Apple iOS.
С 2010 года игра доступна в составе сборника SEGA Mega Drive and Genesis Classics для платформ Linux, macOS, Windows, с 2018 — PlayStation 4, Xbox One и Nintendo Switch.
В 2011 году Sega закрыла крупный фанатский проект Streets of Rage Remake (2003—2011), сославшись на нарушение интеллектуальных прав.

## Критика
Streets of Rage была высоко оценена как простыми пользователями, так и специализированными журналами и сайтами. Во всём мире было продано 2,6 млн экземпляров игры, что сделало игру четвёртой по уровню продаж среди игр Mega Drive после Sonic the Hedgehog, Sonic the Hedgehog 2 и Mortal Kombat.

### Отзывы
- Британский журнал видеоигр Mean Machines оценил игру в 90 баллов из 100, отметив превосходную графику и детальную прорисовку фонов и особо высоко оценив многопользовательский вариант игры[9].
- Посвящённый видеоиграм сайт The Video Game Critic поставил игре в 2004 году почти самую высокую оценку — А-, назвав игру замечательной как в отношении графического оформления, так и в отношении красивых городских пейзажей, великолепном музыкальном сопровождении и игровом процессе[10].
- Американский журнал видеоигр GamePro в июле 1993 года поставил версии Streets of Rage на Sega Game Gear 4,5 балла из 5. Игра была названа лучшей в своём жанре[11].